# Аксай (Волгоградська область)
Аксай (рос. Аксай) — село у Октябрському районі Волгоградської області Російської Федерації. Розташоване у межах українського історичного та культурного регіону Жовтий Клин. Входить до складу муніципального утворення Аксайське сільське поселення. Населення становить 1559 осіб.

## Населення
| 2010 |
| ---- |
| 1559 |

## Люди
В селі народився Малишев Геннадій Йосипович (1922—1999) — український художник.